# Fernando Cafasso
Fernando Andrés Cafasso (Jacinto Arauz, Argentina, 9 de febrero de 1983) es un futbolista argentino que juega como volante. Actualmente milita en el Liniers de Bahía Blanca del Torneo Federal B de Argentina.

## Clubes
| Club                  | País      | Año            |
| --------------------- | --------- | -------------- |
| Newell's Old Boys     | Argentina | 2003 - 2004    |
| Club Atlético Tucumán | Argentina | 2004 - 2005    |
| Tiro Federal          | Argentina | 2005 - 2006    |
| Aldosivi              | Argentina | 2006 – 2007    |
| Club Guaraní          | Paraguay  | 2007 – 2009    |
| Treviso               | Italia    | 2009           |
| Ionikos               | Grecia    | 2009 – 2010    |
| Club Guaraní          | Paraguay  | 2010           |
| Gloria 1922 Bistrita  | Rumania   | 2011-2013      |
| Club Tiro Federal     | Argentina | 2013- Presente |